# Tudhalija I
Tudhalija I – domniemany król z początków istnienia państwa hetyckiego, panujący na przełomie XVIII/XVII w. p.n.e. (?) (lub według innych źródeł około 1740–1710 p.n.e.). Został wymieniony w jednej z Hetyckich królewskich list ofiarnych jako ojciec PU-Szarrumy i dziad Labarny. Nie ma pewności czy był on królem, gdyż listy te, dotyczące ofiar zwierzęcych składanych zmarłym królewskim przodkom, wymieniają nie tylko władców, ale też członków ich rodzin. W pracach naukowych nieuznających go za władcę jako Tudhalija I wymieniany jest panujący ok. 300 lat później Tudhalija II.
Niektórzy badacze łączą Tudhaliję z Hetyckich królewskich list ofiarnych z Tudhaliją, „wielkim podczaszym” (het. GAL lúSAG) króla Zuzu, wspomnianym w jednym z dokumentów pochodzących z asyryjskiej kolonii kupieckiej w Kanesz (hetycka Nesa, obecnie stanowisko Kültepe w Turcji).